# Равара
Равара, или голубой новозеландский песочник (лат. Parapercis colias), — вид лучепёрых рыб семейства чанчитовых (Pinguipedidae).
Равара — это эндемик Новой Зеландии, водится на мелководье вдоль скалистых берегов на глубинах до 150 м.
Окраска от голубовато-зеленой до синей, сверху почти чёрный цвет постепенно меняется до белого на животе. Крупные особи, как правило, зеленовато-голубые, а более мелкие — в том или ином мраморном оттенке коричневого. Максимальная длина тела 45 см, масса — до 2,5 кг.
Особи равары могут менять свой пол от мужского к женскому.
Равара дает хорошее филе, но имеет очень низкое содержание жира. Её жарят в панировке или запекают. Ежегодный улов составляет от 1 300 до 2 000 тонн.